# Premi Jaume Vidal i Alcover de Teatre
El Premi Jaume Vidal i Alcover de Teatre, és un premi d'obra de teatre en llengua catalana convocat pel Departament de Cultura de l'Ajuntament de Manacor i la Institució Pública Antoni Maria Alcover i entregat dins els Premis Ciutat de Manacor. Porta el nom de l'escriptor manacorí Jaume Vidal i Alcover.
Al premi s'hi poden presentar obres de teatre inèdites de temàtica lliure, escrites en català. L'any 2000 té una dotació de 4.000 euros. L'obra guanyadora es publica pel l'editorial Món de llibres i se'n promou la representació al Teatre de Manacor.

## Guanyadors
- 2013: Josep Maria Miró i Coromina per Nerium Park[3]
- 2014: Octavi Egea i Climent per  Menors[4]
- 2015: Xavi Morató per Boom, boom, boom[5]
- 2016: Toni Cabré per Silencis[6]
- 2017: Toni Lluís Reyes i Duran per Nandi[7]
- 2018: Denise Graciela Duncan Villalobos per Negrata de merda[8]
- 2019: Josep Tomàs París per Piròmans[9]
- 2020: Alberto Ramos Barrano per Goyo[10]
- 2021: Josep M. Diéguez i de Jaureguízar per Via 870[11]
- 2022: desert[12]